# La Grange (píseň)
„La Grange“ je singl z třetího studiového alba americké blues-rockové hudební skupiny ZZ Top Tres Hombres z roku 1973. Na straně B byla skladba „Just Got Paid“. Je to jedna z nejúspěšnějších skladeb skupiny a měla značnou hranost v rádiích, přičemž v roce 1974 dosáhla 41. místa v americkém žebříčku Billboard Hot 100. Skladba odkazuje na veřejný dům v periférii městečka La Grange.
V březnu 2005 ji časopis Q zařadil na 92. místo ve svém seznamu "100 Greatest Guitar Tracks". Také je zařazena na 74. místě v seznamu "100 Greatest Guitar Songs of All Time" časopisu Rolling Stone.

## Sestava
- Billy Gibbons – kytara
- Dusty Hill – baskytara
- Frank Beard – bicí